# Susana Mirassou
Susana Beatriz Mirassou (1960) es una ingeniera agrónoma, investigadora y docente argentina. Desde diciembre de 2019 hasta febrero de 2022 ha sido presidenta del Instituto Nacional de Tecnología Agropecuaria (INTA), designada por el presidente Alberto Fernández.

## Biografía
Mirassou egresó como Ingeniera Agrónoma de la Universidad de Buenos Aires en 1987. Luego realizó un posgrado en Economía Agraria en la misma universidad, graduándose con una tesis sobre la conservación de los suelos y la gobernabilidad del agua. Es doctora en Ciencias Sociales por parte de la Facultad Latinoamericana de Ciencias Sociales (FLACSO).
Es investigadora del INTA desde 1988. Su área de investigación es la economía de los recursos naturales y la sustentabilidad. En los últimos años estaba abocada al área de Planificación de la Dirección Nacional del INTA. También es docente de universidades públicas y privadas.
Mirassou es miembro de la Asociación Argentina de Economía Agraria y de la American Evaluation Association.
En diciembre de 2019 fue designada por el presidente Alberto Fernández y por el ministro de Agricultura, Luis Basterra, como presidenta del INTA, siendo la primera mujer en ocupar este cargo.

## Reconocimientos
En 2021 le fue otorgado el reconocimiento como "Personalidad destacada de la Universidad de Buenos Aires", durante los festejos por el Bicentenario de dicha universidad, recibiendo también una medalla personalizada, una moneda acuñada por la Casa de la Moneda y un sello postal del Correo Argentino (especialmente elaborados para la ocasión).